# Turcoaz (culoare)
Turcoaz este o culoare verde/albastru, numită după mineralul cu același nume. Cuvântul „turcoaz” provine din franțuzescul turquoise („turcesc”). La începutul secolului al XV-lea, cuvintele franțuzești turkeise sau turkoyse au devenit „piatră turcească” sau „piatră turcoaz”. Acest nume provine dintr-o neînțelegere: turcoazul provenea din mine din provincia istorică Khorassan, în Persia, o regiune aflată acum în Iran, dar a tranzitat prin Turcia.